# La Peur de la liberté
La Peur de la liberté, (titre original : Escape from Freedom, également connu sous le nom de The Fear of Freedom), est un essai écrit par Erich Fromm publié pour la première fois en 1941.

## Résumé
Erich Fromm analyse les origines psychanalytiques du totalitarisme et son recours aux moyens de fuite de la liberté que sont l'autoritarisme, la destructivité et le conformisme.
Entre autres, l'auteur définit les bases psychologiques de ce qui deviendra plusieurs décennies après, le Syndrome de Stockholm. Il décrit la vénération de l'enfant envers un père despotique et autoritaire ainsi que son identification avec lui, comme un moyen d’échapper à l'angoisse que lui provoquerait la confrontation ainsi que pour éviter le sentiment de culpabilité que lui procurerait du fait de le haïr. Il décrit ce même phénomène dans la relation que le citoyen d'un régime despotique entretient avec le dictateur. 
Ce même type de relation a été constaté chez certains "collabos" envers les forces d'occupation pendant la guerre. L'amour, la vénération ou l'identification avec l'autorité, en adoptant ses mœurs ou son langage deviennent ainsi des palliatifs qui résolvent "magiquement" toute la complexité conflictuelle de la situation.
L'auteur explique aussi comment ce phénomène peut se reproduire même dans un contexte démocratique, où une certaine pensée dominante réussi à s'imposer.

## Éditions
- La Peur de la liberté, traduit de l'anglais par C. Janssens, Paris, Buchet-Chastel, 1963, 244 p.  ; nouvelle trad. Éditions Parangon/Vs, coll. Situations & Critiques, trad. fr. Séverine Mayol et Lucie Erhardt, 280 p., 2011  (ISBN 978-2841901623) ; rééd. Les Belles Lettres, coll. Le goût des idées, Paris, 274 p., 2021  (ISBN 978-2251451718) ; 22 cm - Titre original : The Fear of Freedom - la bibliographie en annexe de Grandeur et limites de la pensée freudienne de E. Fromm donne comme titre original : Escape from Freedom, édité à New York en 1941. Édition allemande à Francfort en 1966 : Die Furcht vor der Freiheit.